# Pasha-zade Kemal
Kemal Paşazade (nom real Şemseddin Ahmed bin Süleyman, conegut també com a İbn-i Kemal, vers 1468 - 16 d'abril de 1534) fou un erudit otomà que va exercir com a xaikh al-Islam. Va escriure diverses obres destacant la seva "Història dels otomans" en 8 llibres. Va escriure també poesia i altres gèneres. Les seves obres són en turc, persa i àrab. Va exercir diversos càrrecs religiosos i va escriure i ensenyar en algunes madrasses. El 2 d'agost de 1515 fou nomenat cadi d'Edirne i el 12 de setembre de 1516 kazasker d'Anadolu; el 1518 fou emin per l'establiment del cadastre a Karaman; va deixar el càrrec de kadiasker el 1519 i va retornar a ensenyar a dues madrasses. El 1526 fou nomenat Xaikh al-Islam a la mort de Zenbilli Alí Efendi, càrrec que va conservar fins a la seva mort.